# DJ Earworm
Jordan Roseman (Nombre artístico DJ Earworm) es un músico originario de la ciudad de San Francisco conocido por sus mashups. Desde el año 2008 lanza un recopilatorio en el sitio de videos YouTube compuesto por el Top 25 de la revista Billboard, por los cuales ha recibido reconocimiento de varios artistas y productores. El músico norteamericano ha llegado a aparecer en el top 100 de las canciones más escuchadas de Estados Unidos y acumula más de cien millones de reproducciones en YouTube.

## Biografía
Jordan Roseman nace en el seno de una gran familia de músicos. En su juventud comenzó a tocar el piano y producía música propia mediante ordenador, aunque no será hasta que finalice sus estudios en Ingeniería Informática y Teoría Musical en la Universidad de Illinois cuando comience a realizar Mashups. Ya en 2003, de forma amateur, usaba ACID Pro, y comenzó a publicar sus propios temas en Internet bajo el seudónimo de DJ Earworm.
En el año 2006 publica su propio libro titulado Audio Mashup Construction Kit donde explica como produce sus temas. Desde el año 2007 publica anualmente la canción United State of Pop, llegando a estar en la lista de canciones más escuchadas de Estados Unidos.